# Saint-Blaise (Alpes-Maritimes)
Saint-Blaise (Occitaans: Sant Blai; Italiaans (verouderd): San Biagio) is een gemeente in het Franse departement Alpes-Maritimes (regio Provence-Alpes-Côte d'Azur). De plaats maakt deel uit van het arrondissement Nice. Saint-Blaise telde op 1 januari 2022 1.391 inwoners.

## Geografie
De oppervlakte van Saint-Blaise bedroeg op 1 januari 2022 8,04 vierkante kilometer; de bevolkingsdichtheid was toen 173 inwoners per km².
De onderstaande kaart toont de ligging van Saint-Blaise met de belangrijkste infrastructuur en aangrenzende gemeenten.

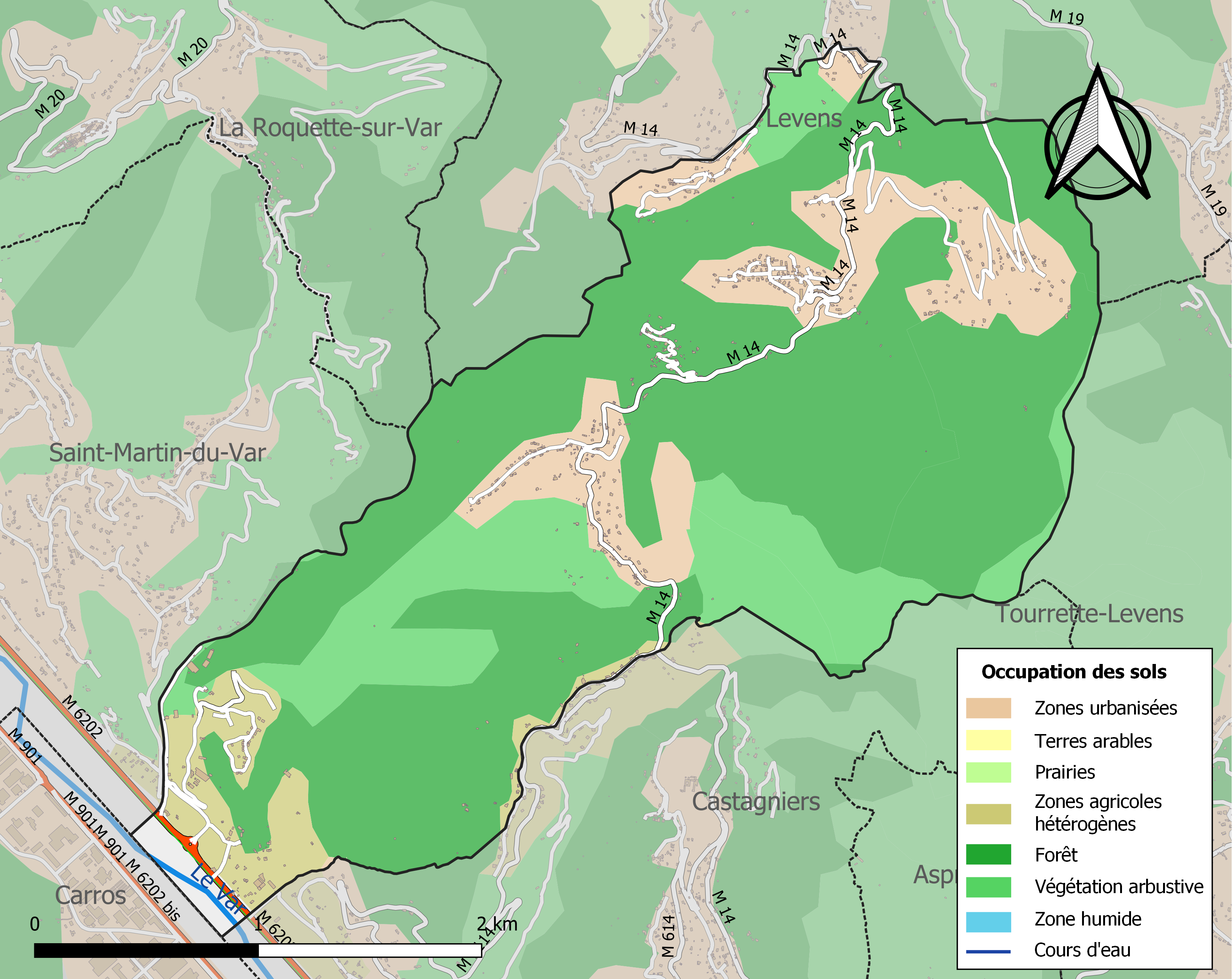

## Demografie
Onderstaande figuur toont het verloop van het inwonertal (bron: INSEE-tellingen).
Vanwege een beveiligingsprobleem met de MediaWiki Graph-software is het momenteel niet mogelijk deze grafiek weer te geven. Zodra de software is bijgewerkt zal de grafiek vanzelf weer zichtbaar worden.